# ヴェノム (エミネムの曲)
「ヴェノム (ミュージック・フロム・ザ・モーション・ピクチャー)」（"Venom – Music from the Motion Picture"）、または単に「ヴェノム」（"Venom"）は、アメリカ合衆国のラッパーのエミネムによる楽曲であり、2018年の同名映画のために書かれ、彼のアルバム『カミカゼ』に収録された。楽曲は2018年9月21日にデジタルシングルとして発売された。

## 背景
2018年8月30日、エミネムは15秒のティーザーを投稿し、『ヴェノム』のタイトルの「E」がエミネムのエンブレムに使われている「反転したE」に置き換わっているものが示された。それから7時間後の8月31日、エミネムはアルバム『カミカゼ』を事前告知無しで発表し、「ヴェノム」はその最終トラックとして収録された。2018年9月21日、トラックはストリーミングサービス上でデジタルシングルとして発表された。
楽曲では映画『ヴェノム』とそのキャラクターのエディ・ブロックが言及されている。

## ミュージック・ビデオ
2018年10月3日、エミネムは自身のTwitterアカウントで楽曲のミュージック・ビデオが次の金曜日に公開されるだろうと語った。ビデオは2018年10月5日に公開された。

## ライブ・パフォーマンス
2018年10月15日に放送されたテレビ番組『ジミー・キンメル・ライブ!』のエピソードでエミネムはニューヨークのエンパイア・ステート・ビルディングの103階で歌を披露した。これは2018年10月6日に撮影されたものであり、ジェームズ・ラリーズが監督し、メキシコ系アメリカ人のギレルモ・ロドリゲスが出演する8分のビデオの一部だった。

## チャート
| チャート (2018年)                                        | 最高 順位 |
| -------------------------------------------------------- | --------- |
| オーストラリア (ARIA)                                    | 25        |
| オーストリア (Ö3 Austria Top 40)                         | 39        |
| カナダ (Canadian Hot 100)                                | 15        |
| チェコ (Singles Digitál Top 100)                         | 4         |
| フランス (SNEP)                                          | 55        |
| ドイツ (GfK Entertainment charts)                        | 77        |
| ギリシャ インターナショナル・デジタル・シングルス (IFPI) | 6         |
| ハンガリー (Single Top 40)                               | 3         |
| ハンガリー (Stream Top 40)                               | 4         |
| アイルランド (IRMA)                                      | 24        |
| イタリア (FIMI)                                          | 63        |
| オランダ (Single Top 100)                                | 94        |
| ニュージーランド (Recorded Music NZ)                     | 32        |
| ポルトガル (AFP)                                         | 49        |
| スコットランド (Official Charts Company)                 | 25        |
| シンガポール (RIAS)                                      | 28        |
| スロバキア (Singles Digitál Top 100)                     | 4         |
| 韓国 インターナショナル (Gaon)                           | 97        |
| スウェーデン (Sverigetopplistan)                         | 64        |
| スイス (Schweizer Hitparade)                             | 47        |
| UK シングルス (OCC)                                      | 16        |
| US Billboard Hot 100                                     | 43        |
| US Hot R&B/Hip-Hop Songs (Billboard)                     | 21        |

## 認定
| 国/地域                                             | 認定 | 認定/売上数 |
| --------------------------------------------------- | ---- | ----------- |
| オーストラリア (ARIA)                               | Gold | 35,000      |
| * 認定のみに基づく売上数 ^ 認定のみに基づく出荷枚数 |      |             |